# Саннисайд (Си-Трейн)
«Саннисайд» (англ. Sunnyside) — станция Си-Трейна в Калгари (провинция Альберта, Канада) на северо-западной линии 201. Эта станция открылась в 7 сентября 1987 года в качестве начальной части северо-западной линии. Расположена между 9A Street NW и 4 Avenue NW. Облуживает районы Саннисайд и Хиллхерст, а также торговый район Кенсингтон и парк Райли.. Станция приспособлена для использования инвалидами-колясочниками. Владелец станции компания Calgary Transit.

## История
Станции, а также часть линии, проходящей через неё, является самым дискуссионной во всей системе C-Train. Когда северо-западная линия только планировалась, местных жителей протестовали против строительства, как это потребовало бы снести многие здания района. Город столкнулся с проблемой в реализации своих планов по покупке большинства строений по улице 9А стрит. В конце концов, как жители привыкли к C-Train стройка была всё-таки осуществлена, и принесла существенную пользу по разрешению транспортных проблем этого района.

## Автобусные маршруты
По 9A Street
405 Hillhurst
419 Parkhill/Foothills
По 10 Street
4 Huntington
5 North Haven
9 Varsity Acres/Bridgeland
145 Northland
405 Hillhurst
411 Rosedale/East Calgary
419 Parkhill/Foothills

## Пассажиропоток
В 2005 году дневной пассажиропоток составлял в среднем 5 700 человек, в 2008 году это число увеличилось до 10 400 человек, почти в два раза.

## Соседние станции
Предыдущая станция — САИТ/АКАД/Джубили;
Следующая станция — Западная Восьмая Улица.